# Европски штит 2003/04.
Европски штит 2003/04. (службени назив: 2003–04 European Shield) је било друго издање овог трећег по квалитету, европског клупског рагби такмичења.
Учествовало је 16 екипа из 5 држава, а такмичење је имало нокаут систем. Финале је одиграно у Вијадани, а Монпеље је победио Вијадану и тако освојио пехар.

## Учесници
- Ел Салвадор  Шпанија
- Ваљадолид  Шпанија
- УЦ Мадрид  Шпанија
- Сантбојана  Шпанија
- Лисабон  Португал
- Коимбра  Португал
- Вијадана  Италија
- Ровиго  Италија
- Рома  Италија
- Петрарка  Италија
- Овермах  Италија
- Леонеса  Италија
- Лаквила  Италија
- Гран Парма  Италија
- Монпеље  Француска
- Ротерам  Енглеска

## Такмичење

### Прва рунда
Прве утакмице
Лисабон - Леонеса 25-13
Коимбра - Падова 0-45
Лаквила - Сантбојана 36-22
Ровиго - Ел Салвадор 48-13
Мадрид - Вијадана 27-60
Монпеље - Рома 46-10
Ваљадолид - Овермах 9-15
Гран Парма - Ротерам 41-33
Реванши
Овермах - Ваљадолид 27-10
Вијадана - Мадрид 43-3
Петрарка - Коимбра 83-3
Леонеса - Лисабон 42-18
Ел Салвадор - Ровиго 40-24
Сантбојана - Лаквила 26-8
Ротерам - Гран Парма 42-17
Рома - Монпеље 10-22

### Четвртфинале
Прве утакмице
Овермах - Ровиго 29-10
Вијадана - Ротерам 32-30
Сантбојана - Леонеса 19-27
Монпеље - Петрарка 34-6
Реванши
Петрарка - Монпеље 18-9
Ротерам - Вијадана 22-21
Ровиго - Овермах 24-20
Леонеса - Сантбојана 28-10

### Полуфинале
Прве утакмице
Монпеље - Леонеса 45-12
Овермах - Вијадана 32-42
Реванши
Леонеса - Монпеље 23-26
Вијадана - Овермах 33-27

### Финале
Монпеље - Вијадана 25-19

## Финале
| Монпеље | 25 - 19 | Вијадана |
| ------- | ------- | -------- |
|         |         |          |

| Освајач Европског штита 2003/2004. |
| ---------------------------------- |
| Монпеље 1. титула                  |